# Dokonjou Gaeru
Dokonjō Gaeru (яп. ど根性ガエル Докондзё Гаэру, «Лягушка с характером») — манга, автором которой является Ясуми Ёсидзава. Издавалась издательством Shueisha в журнале Weekly Shōnen Jump с 27 июля 1970 года по 14 июня 1976 года. Всего выпущено 27 томов манги. По её мотивам были выпущены 2 аниме-сериала в 1972 и 1981 годах а также короткометражный фильм в 1982 году. Сериал был дублирован на испанском языке. В создании аниме принимал участие Хаяо Миядзаки.

## Сюжет
В то время, как лягушка Понкити прыгает себе в парке Нэримы, Токио, ученик средней школы Хироси съезжает с горы и насмерть давит лягушку. По таинственным обстоятельствам образ лягушки появляется на одежде мальчика и теперь обсуждает и комментирует его жизненные проблемы.

## Список персонажей
Понкити (яп. ピョン吉)
Сэйю: Сатико Тидзимацу
Лягушка, которую в начале истории насмерть задавил Хироси. Её дух вселился в рубашку мальчика, и так как это единственная нормальная рубашка, мальчик вынужден всё время быть рядом с Понкити. Очень упрямый, как и Хироси, и часто вступает с ним с споры. Может также управлять рубашкой и таким образом заставлять менять направления и движения мальчика.
Хироси (яп. ひろし)
Сэйю: Масако Нодзава
Мальчик, который нечаянно убивает Понкити. Но боится Каа-тян. Часто спорит с Понкити. Несмотря на то, что в его школе носят все униформу, Хироси продолжает носить кофту.
Коко Ёсидзава (яп. 吉沢 京子)
Сэйю: Ёко Кури
Подруга Хироси. Родом из богатой семьи. Сильная духом девочка, которая может постоять за себя. Сначала показывает свою неприязнь к Хироси, но постепенно начинает дружить с ним. Особенно любит его рубашку с лягушонком.
Горо (яп. 五郎)
Сэйю: Кадзуэ Такахаси
Низкорослый друг Хироси. Носит красный флаг на глазах, имитируя маску. Очень сильный и дерётся школьной сумкой.
Имотаро Горира (яп. 五利良 イモ太郎)
Сэйю: Кадзуя Татэкабэ
Или горилла. Главный неприятель Хироси, не очень умный. Уже третий раз оставался на второй год в школе.
Юдзиро Номура (яп. 野村 裕次郎)
Сэйю: Тэцуо Мидзутори
Умэсабуро Сагава (яп. 佐川 梅三郎)
Сэйю: Кадзуо Харада
Синпати Гото (яп. 後藤 新八)
Сэйю: Кэйко Ямамото
Ёсико Яманака (яп. 山中 ヨシ子)
Сэйю: Рэйко Муто
Учительница в школе Хироси. Очень красивая и является объектом внимания профессора Минами и Сэма.
Кунико Обаяси (яп. 大林 くに子)
Сэйю: Эйко Масуяма
Матида (яп. 町田)
Сэйю: Итиро Нагай
Профессор и учитель в школе Хироси. Носит очки.
Ёсио Минами (яп. 南 よし雄)
Сэйю: Сюсэй Накамура
Профессор и учитель в классе Хироси. Всегда наказывает его за опоздания. Влюблён в учительницу Ёсико.
Мисако Ватанабэ (яп. 渡辺 みさ子)
Сэйю: Кадзуко Савада
Каа-тян (яп. 母ちゃん)
Сэйю: Норико Охара
Понко (яп. ピョン子)
Сэйю: Эйко Масуяма
Владелец суши-ресторана
Сэйю: Масаси Амэномори
Санкакубэй (яп. 三角兵衛)
Сэйю: Кэй Томияма